# A Meditation Mass
A Meditation Mass — первый и единственный альбом немецкой группы краут-рока Yatha Sidhra, впервые выпущенный в 1974 году.

## Характеристика
Альбом состоит из четырёх плавно перетекающих друг в друга пространных композиций. Первая часть открывается партией акустической гитары в сопровождении электронных шумов и звуков природы, которые постепенно дополняются этнической перкуссией, флейтой и вибрафоном, а также электронно обработанным голосом, создавая вокруг гитарной партии общую призрачно-гипнотическую звуковую смесь. Вторая и третья части уходят в более живую и энергичную, свободную по форме импровизацию с элементами джаза. Четвёртая часть возвращает альбом к его началу — на первый план вновь выходит солирующая акустическая гитара в сочетании с этнической перкуссией, космическими звуками электроники и флейтой. Хотя пластинка была выпущена в 1974 году, она сохранила особый психоделический дух музыки конца 1960-х. А оригинальность творческого мышления и связь с этнической культурой сближает Yatha Sidhra с такими лидерами краут-рока, как Ash Ra Tempel и Popol Vuh.

## Признание
Альбом занимает 12 место в рейтинге лучших альбомов краут-рока портала Progarchives (апрель 2013 года)

## Список композиций
1. A Meditation Mass Часть 1 — 17:45
2. A Meditation Mass Часть 2 — 3:13
3. A Meditation Mass Часть 3 — 12:00
4. A Meditation Mass Часть 4 — 7:16

## Состав музыкантов
Рольф Фишер — синтезатор Муга, индийская флейта, вибрафон, электрическое фортепиано, электрогитара, вокал
Клаус Фишер — барабаны, перкуссия
Матиас Николаи — электрическая 12-струнная гитара, бас
Петер Элбрахт — флейта